# 神鬼疑雲
《神鬼疑雲》（英語：The Bourne Supremacy，皇冠文化前譯「刺客任務」）是神鬼認證系列小說的第二本小說，美國驚悚小說之父勞勃·勒德倫寫下的傑森·包恩系列第二本小說，前集是《神鬼認證》，而後集則是《神鬼通牒》。
《神鬼疑雲》在2004年的時候已經被翻拍成了電影，《神鬼認證：神鬼疑雲》由保羅·葛林葛瑞斯執導，麥特·戴蒙主演，逃亡英雄傑森·包恩再度現身大銀幕上。

## 劇情

### 前言
在前一集當中，男主角傑森·包恩得到了失憶症。在尋找記憶的途中，他遇到了一名加拿大經濟學家瑪莉·聖雅各，並且靠著她的幫助逐漸找回自己的記憶。原來傑森·包恩是美國政府越戰時期機密計畫「梅杜莎」的菁英，在越戰結束後，被徵召參加CIA底下踏腳石七一計畫，代號為「肯恩」任務是引誘歐洲第一殺手卡洛斯出現，最後兩人的對決，卡洛斯身負重傷逃走了，包恩同樣身受重傷，但是最後仍被救活。
在神鬼疑雲當中，包恩逐漸能夠對於他的記憶傷痛能夠應變自如。包恩並且使用他的真名大衛·韋伯在緬因州一所大學擔任語言學系教授，韋伯也與他的愛人瑪莉快樂的住在一起，韋伯並且定時接受他的心理醫師莫瑞·潘諾夫 (Morris Panov)的治療，他也在美國政府的隱密的保護之下。

### 內容
九龍的一間酒店發生血腥命案，死者五人中赫見中華人民共和國副總理，署名行凶者竟是傑森·包恩！可是真正的包恩人遠在千里之外的波士頓，參加學術性的演討會，於是，更大的疑雲再等著包恩揭發。
華府根據情報得知是一名殺手自稱傑森·包恩，他的雇主是中共新興勢力沈昭陽，這名官員表面為信仰共產主義，私下卻與資本主義國家接觸，若是提前發生動亂，很有可能導致中國提早在中英協定前接收香港，華府為了發生此種情形，特別與MI6合作，為的要召喚真正的傑森·包恩回來，於是綁架了包恩的妻子瑪莉，幾近崩潰的包恩立刻前往香港，尋找瑪莉。
瑪莉在知道真相後，急於找到韋伯/包恩，於是他先是裝病逃出醫院後，找到了他在加拿大領事館的朋友，在她的保護下暫時安全，另一方面，包恩一直透過少數的線索企圖追尋傑森·包恩，因為他必須拿這冒牌貨去換回他最親愛的妻子，後來他遇上了梅杜莎時期的老戰友菲力普·戴仇(代號Echo，回聲)，原來冒牌貨是由戴仇所挑中，但他卻背叛了戴仇，戴仇最後與包恩合作，要找到冒牌的傑森·包恩以免更多的事情發生。
瑪莉的加拿大朋友凱薩琳·史坦普極力的保護瑪莉，最後當史坦普被MI6找去時，她決定要說服瑪莉，瑪莉則認為事有蹊蹺逃走了，但是她卻誤闖禁地差點慘遭兩名年輕男子強姦，幸好有熱心市民相救，後來瑪莉在市民保護下聯絡上了韋伯的密友亞歷山大·康克林，康克林隨即與包恩的心理醫師莫瑞·潘諾夫一同前來，瑪莉在亞歷斯與莫瑞的保護下暫時算安全。
包恩追著冒牌貨來到深圳，一直到北京的天安門廣場，包恩與戴仇設法抓住冒牌貨，但是當包恩進入毛澤東紀念館時才赫然發現一切都是陷阱，包恩隨即製造紛亂逃了出去，只見到戴仇不見了，包恩必須將戴仇救出來，才能找到冒牌的傑森·包恩。
包恩追到了一個鳥類禁獵區，原來這是中國官員沈昭陽的大本營，包恩為了要手擒冒牌貨以及救出戴仇，癱瘓了對方的行動，當包恩見到了沈昭陽的暴行，怒火中燒的包恩決心要殺了沈昭陽，戴仇為了要幫助包恩，最後則是犧牲在沈昭陽的刀下，包恩最後雖沒殺了沈昭陽，不過也抓到了冒牌貨，馬上要將冒牌貨運到香港，來換回他的妻子。
華府方面積極與康克林交涉希望換回瑪莉，不過康克林不打算妥協，當包恩要求換回妻子時，華府方面只得拖延時間，不過包恩馬上察覺事有蹊蹺，他馬上從派去捉拿包恩的華府官員中得知瑪莉下落不明，幾近失去理智的包恩完全成了他另一個人格－傑森·包恩，他要前去華府的大本營為瑪莉報仇。康克林得知包恩已經逃脫後，馬上帶著瑪莉及莫瑞前去包恩趕去的地方，包恩在當地製造了大動亂，只是當最後他看到瑪莉時，再與瑪莉的對話之中逐漸恢復了另一個人格－大衛·韋伯，事件暫時平息了。
找回了妻子的韋伯得知了整件事的來龍去脈，他下了最後一個決定，他必須要殺了沈昭陽阻止大動亂，還得要替戴仇報仇，於是包恩在度設法與沈昭陽聯絡上，包恩與副國務卿愛德華·麥卡利斯前去會面沈昭陽，最後包恩則是殺了沈昭陽，阻止了即將到來的遠東大動亂。

### 尾聲
筋疲力竭的大衛與瑪莉等人，撘乘班機飛往夏威夷，由於事情結束了，大衛與莫瑞甚至在飛機上大快痛飲，累翻的康克林則是在飛機上休息，最後大衛與瑪莉的對話當中，大衛將要再次將傑森·包恩這個人格埋在腦海裡，大衛必須重整生活，與瑪莉繼續生活下去。

## 外部連結
- （英文） The Bourne Supremacy Wikipedia （页面存档备份，存于）